# Anta de Rioconejos
Anta de Rioconejos es una localidad del municipio de Rosinos de la Requejada, en la comarca de Sanabria, provincia de Zamora, España.

## Historia
Durante la Edad Media quedó integrado en el Reino de León, cuyos monarcas habrían acometido la repoblación de la localidad dentro del proceso repoblador llevado a cabo en Sanabria.
Posteriormente, en la Edad Moderna, Anta de Rioconejos, recogido en el siglo XVI como Anderrio de Conejos, fue una de las localidades que se integraron en la provincia de las Tierras del Conde de Benavente y dentro de esta en la receptoría de Sanabria. No obstante, al reestructurarse las provincias y crearse las actuales en 1833, la localidad pasó a formar parte de la provincia de Zamora, dentro de la Región Leonesa, quedando integrado en 1834 en el partido judicial de Puebla de Sanabria.
Finalmente, en torno a 1850, el antiguo municipio de Anta de Rioconejos se integró en el de Rosinos de la Requejada.

### Anta en elDiccionario geográfico-estadístico-histórico de España y sus posesiones de Ultramar
ANTA DE RIOCONEJOS: villa con ayuntamiento de la provincia de Zamora (14 leguas), partido judicial de la Puebla de Sanabria (2), audiencia territorial y capitanía general de Valladolid (28), diócesis de Astorga (11): SITUADO al norte de un cerro titulado el Castro: su CLIMA es frio y produce algunas pulmonias: se compone de 36 CASAS y una sola calle torcida: tiene tres fuentes de aguas finas; una en lo alto del pueblo, otra en el medio, y la otra en la parte inferior; una escuela de instruccion primaria, que se ve concurrida por 40 alumnos, solo en la temporada de invierno; una iglesia parroquial de entrada, bajo la advocacion de la Santa Cruz, servida por un párroco, cuya plaza se provee por tres voces legas: el edificio, que nada ofrece de notable, está al este del pueblo, y á 500 pasos de él. Confina el TÉRMINO por norte con Gusandanos y Monterrubio; por este con Rioconejos; por sur con Asturianos, y por oeste con el de El Villar: se extiende 1/4 de legua en todas direcciones, escepto por el este, cuya distancia es de 500 pasos: el TERRENO es de mediana calidad, y le fertiliza el rio llamado Escudero, que naciendo en el pueblo del mismo nombre, pasa por las inmediaciones de este: tiene un puente compuesto de seis vigas tiradas sobre seis pilares, construidos también de maderos: dista como 500 pies del pueblo, y por bajo de él hay 3 molinos. Sus CAMINOS estan reducidos al de la Puebla de Sanabria y Astorga: la CORRESPONDENCIA se recibe de la administracion de Mombuey por medio de un bajinero, los lúnes, saliendo en el mismo dia: PRODUCTOS: centeno, patatas, lino y yerba: cria ganado lanar, cabrio, vacuno y mular, siendo el mas preferido el vacuno: la INDUSTRIA está reducida á algunos tejedores: POBLACION: 20 vecinos, 83 almas. CAPITAL PRODUCTOS: 60,450 reales: IMPONIBLE: 300. CONTRIBUCION en todos los conceptos 2,167 reales.

## Patrimonio
Destaca su arquitectura tradicional, y entre sus inmuebles el campanario de la iglesia parroquial, las fuentes del Valle, la fuente del Cubillo y el molino viejo.

## Fiestas
La festividad principal es el Santo Cristo, celebrado el 14 de septiembre. En el puente de agosto se celebra la "Fiesta del río", donde jóvenes y mayores del pueblo organizan diversas actividades que concluyen con una cena junto a la hoguera.